# 21 Rezerwowa Dywizja Piechoty (Cesarstwo Niemieckie)
21 Rezerwowa Dywizja Piechoty (niem. 21. Reserve-Division)  – związek taktyczny Armii Cesarstwa Niemieckiego. 
W sierpniu 1914 rozwinięto w Niemczech do etatów wojennych istniejące w okresie pokoju związki operacyjne (armie) i związki taktyczne. W tym też miesiącu z rekrutów, rezerwistów i ochotników znajdujących się  w korpuśnych ośrodkach szkoleniowych zorganizowano jednostki rezerwowe.

W składzie XVIII Rezerwowego Korpusu Armijnego została rozwinięta między innymi 21 Rezerwowa Dywizja Piechoty. W I wojnie światowej dywizja walczyła na froncie zachodnim.

## Struktura organizacyjna
Skład w sierpniu 1914:
- dowództwo dywizji
- 41 Rezerwowa Brygada Piechoty
  - 80 rezerwowy pułk piechoty
  - 87 rezerwowy pułk piechoty
- 42 Rezerwowa Brygada Piechoty
  - 81 rezerwowy pułk piechoty
  - 88 rezerwowy pułk piechoty
- 21 rezerwowy pułk artylerii polowej
- 7 rezerwowy pułk dragonów